# Fluxbox
Fluxbox je správce oken pro unixový X Window System založený na správci oken Blackbox 0.61.1.
Je minimalistický (zdrojové kódy mají kolem 1 MiB) a velmi přizpůsobitelný, základní uživatelské rozhraní obsahuje pouze hlavní panel a menu, přístupné stisknutím pravého tlačítka myší kdekoliv na ploše. Fluxbox také podporuje uživatelem nadefinované klávesové zkratky pro velké množství operací.
Veškerá konfigurace, jako např. editace hlavního menu, klávesové zkratky atd. se provádí úpravou textových konfiguračních souborů. Témata pro Fluxbox jsou 100% kompatibilní s tématy z Blackbox. Lze si nastavit vlastní barvy, přechody, okraje a ještě několik dalších grafických parametrů. Nejnovější verze Fluxbox podporuje zakulacené rohy a grafické prvky.
Fluxbox má také několik funkcí, které Blackbox nemá, např. tabbed windows (funkce známá z PWM) a nastavitelný titulek.
Fluxbox je výchozí správce oken v Damn Small Linux. Díky své nenáročnosti na paměť RAM a rychlosti spouštění je velice oblíbený v mnoha Live CD jako např. Knoppix STD a GParted.

## Nástroje pro práci s Fluxboxem
- fbrun – spustí grafické okno pro zadání příkazu (cmdline)
- fluxbox-generate_menu – automaticky vytvoří menu v jazyku dle LOCALES a položek v /usr/share/menu. Vlastní položky můžete dopsat ručně (pokud skript použijete jen jednou) nebo v /etc/menu dle manu
- fluxspace – rozšiřuje schopnosti desktopu o ikony, obrázky pozadí, panely a aplety (idesk, xdesk…)
- fbdesk – možnost rozšíření o ikony na ploše
- fluxconf – grafický nástroj, který dovoluje převážně upravovat volby ~/.fluxbox/init
- fluxter, bbpager – jsou pagery, dodatečné programy pro práci s plochami. Obvykle náhledy aplikací, možnost přetahování (lze realizovat standardním správcem oken)

### Klávesy
Fluxbox umožňuje spouštět více příkazů (aplikací) přes jednu klávesou zkratku ⇒ MacroCmd (ExecCommand aplikace 1) (ExecCommand aplikace 2). Tak je možno kombinovat více než dvě klávesy pro klávesou zkratku, např. Control n Mod1 n . Lze také definovat akce pro dodatečné klávesy klávesnice, pro zjištění jejich názvu se používá program xev.